# Radiostroj
Radiostroj (ros. Радиострой) – wieś (ros. деревня, trb. dieriewnia) w zachodniej Rosji, w osiedlu wiejskim Prigorskoje rejonu smoleńskiego w obwodzie smoleńskim.

## Geografia
Miejscowość położona jest przy drodze federalnej R120 (Orzeł – Briańsk – Smoleńsk – Witebsk), 21,5 km od drogi magistralnej M1 «Białoruś», 1 km od centrum administracyjnego osiedla wiejskiego (Prigorskoje), 12 km od Smoleńska, 6 km od stacji kolejowej Tyczinino.

## Demografia
W 2010 r. miejscowość zamieszkiwało 7 osób.